# Spermophora lambilloni
Spermophora lambilloni is een spinnensoort uit de familie trilspinnen (Pholcidae). De soort komt voor op Grande Comore van de Comoren.